# Staden Mahagonnys uppgång och fall

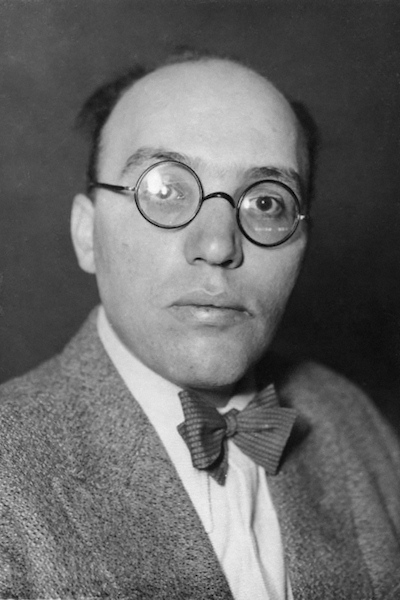
Kurt Weill år 1932.

Staden Mahagonnys uppgång och fall (tyska: Aufstieg und Fall der Stadt Mahagonny) är en opera i tre akter med musik av Kurt Weill. Librettot är skrivet av Bertolt Brecht i samarbete med kompositören.

## Historia
Kurt Weill fick 1927 i uppdrag att skriva en kort opera för Festival für deutsche Kammermusik i Baden-Baden, men tänkte avböja eftersom han inte kunde hitta något lämpligt ämne. Till sist valde han fem dikter ur Bertolt Brechts Hauspostille och bad författaren om en sjätte dikt för finalen. "Songspiel" (en lek med orden "Singspiel" och det engelskinfluerade "Song") är ett slags genomkomponerad miniopera bestående av sånger och instrumentala passager för sex sångsolister och en mindre orkester, men utan någon strikt genomgående handling. Vid uruppförandet av sångspelet Mahagonny (som numera vanligen går under namnet Das kleine Mahagonny) den 17 juli 1927 i Stadthalle i Baden-Baden, provocerade såväl textens som musikens innovativa framställningssätt fram en väntad skandal: scenaktörerna opponerade sig med visselpipor mot den uppretade publiken.
Själva operan uruppfördes den 9 mars 1930 i Leipzig. Den är en vidareutveckling av Weills och Brechts "Songspiel"  Kleine Mahagonny. I motsats till det tidigare verket har den senare operan en genomgående handling. Det är också betydligt längre och är skrivet för solistroller, kör och stor orkester. Strax före uruppförandet avböjde Otto Klemperer, dirigenten vid Krolloperan, verket eftersom han ansåg det vara alltför opolerat och besynnerligt. Den näste som visade sitt intresse var Gustav Brechner, som uppförde verket på operan i Leipzig först efter en "desarmering", som upphovsmännen till en viss del ansåg berättigad. Efter uruppförandet följde ytterligare bearbetningar.
Musikaliskt blandas olika operastilar från flera århundraden (från barocken till 1900-talet) med tongångar som anknyter till 1920-talets populärmusik. Litterärt och språkligt sett finns här allt från det poetiska uttryckssättet och den avancerade rimflätningen i duetten "Sieh jene Kraniche" till två sånger på en sorts primitiv engelska. En av dessa är den välkända Alabama-sången (på vilken covers har gjorts av både The Doors och David Bowie) som i första akten av operan sjungs av Jenny och sex andra prostituerade.  
Den svenska premiären ägde rum på Stockholmsoperan den 25 september 1970.

## Personer
Vid uruppförandet användes medvetet de tyska rollnamnen, men ersätts numera vanligen med de amerikanskinspirerade.
- Leokadja Begbick, änka, barägare (alt)
- Fatty / Willy, bokhållare (tenor)
- Treenighets-Moses (Dreieinigkeitsmoses) (baryton)
- Jenny Smith, prostituerad (sopran)
- Jim Mahonney / Paul Ackermann, skogshuggare från Alaska (tenor)
- Jack O'Brien / Jakob Schmidt, skogshuggare från Alaska (tenor)
- Bill, kallad Sparbüchsenbilly (Sparbösse-Bill) / Heinrich Merg, skogshuggare från Alaska (baryton)
- Joe, kallad Alaskawolfjoe / Joseph Lettner, skogshuggare från Alaska (bas)
- Tobby Higgins, åtalad för mord (tenor)
- Flickor och män i Mahagonny, folk med resväskor, flyktingar, sårade (kör, statister)

## Handling
Tid och plats: En fiktiv stad, samtid.
Akt I
Änkan Leokadja Begbick, Willy och Treenighets-Moses är på flykt undan polisen. Mitt i ödemarken strejkar bilen och de kan varken fortsätta eller vända tillbaka. På platsen grundar de lycksökarstaden Mahagonny. Snart strömmar folk till, bland dem horan Jenny och hennes flickor samt timmerhuggarvännerna Paul Ackermann, Jakob, Heinrich och Joseph från Alaska, som nu spenderar sina pengar i staden. När Mahagonny står på höjden av sin blomstring inträffar en kris: överallt råder förbud och man har långtråkigt. En tornado närmar sig staden och skapar panik, vilket Paul utnyttjar till att lösa stadens problem: Om allting tillåts, blir allting bra.
Akt II
Tornadon har gått i en båge runt Mahagonny. Men staden arbetar på sin egen undergång, eftersom man lever efter Pauls motto "Inget är förbjudet, allt är tillåtet och till salu." Jakob äter ihjäl sig och under en boxningsmatch blir Joseph ihjälslagen av Treenighets-Moses, vilket leder till att Paul förlorar allt som han har satsat på Joseph. Paul fortsätter att festa som vanligt, men han har inte längre några pengar och varken vännen Heinrich eller den godhjärtade Jenny kan hjälpa honom. Paul kastas i fängelse och anklagas för det värsta tänkbara brottet: att inte kunna betala.
Akt III
En rättegång. Mördaren Higgins blir satt på fri fot, eftersom han har kunnat muta domaren. Paul döms däremot till döden. Att betalningsoförmågan skall straffas med döden är en mänsklig lag som inte går att överklaga. Budet om kärleken till nästan är inget annat än en meningslös princip, och ingen låter sig skrämmas av helvetet, eftersom alla dagligen får uppleva detta på jorden. Paul blir hängd. Alla bekämpar alla. Ingen kan hjälpa någon annan.